# Diabelski Kamień (Łodygowice)
Diabelski Kamień lub Diabli Kamień – skała na południowym grzbiecie szczytu Przysłop w Beskidzie Małym. Znajduje się przy czerwonym szlaku turystycznym z Łodygowic przez Rogacza (899 m) do Międzybrodzia Bialskiego.
Skała znajduje się po zachodniej stronie szlaku turystycznego, w odległości około 20 m od niego. Ma wysokość około 5 m i zbudowana jest z istebniańskich piaskowcowców i zlepieńców. Jej nazwa, podobnie jak wielu innych diabelskich kamieni, związana jest z legendami o diable, który go upuścił. Jedna z nich mówi, że diabeł niósł go na górę Skrzyczne, na której diabły budowały diabelski młyn. Mogły to jednak robić tylko nocą, w dzień śpiąc. Jeden z nich zaspał, i gdy się przebudził była już późna noc. W pośpiechu porwał wielki głaz, ale gdy przelatywał nad tym miejscem usłyszał pianie koguta oznaczające świt. Nad horyzontem przedarły się pierwsze promienie słońca i przerażony diabeł upuścił kamień, który spadając z dużej wysokości wbił się w ziemię. Druga legenda mówi, że diabeł kamieniem tym chciał zburzyć budujący się nowy kościół z modrzewiowego drzewa. Jednak opatrzność boska czuwała nad kościołem i spowodowała tak silną wichurę, że kamień upuszczony przez przerażonego diabła spadł daleko od celu. Trzecia legenda mówi o bardzo pięknej, ale bardzo złej córce młynarza z Tresnej, która za karę za swoją podłą naturę została zamieniona w kamień.

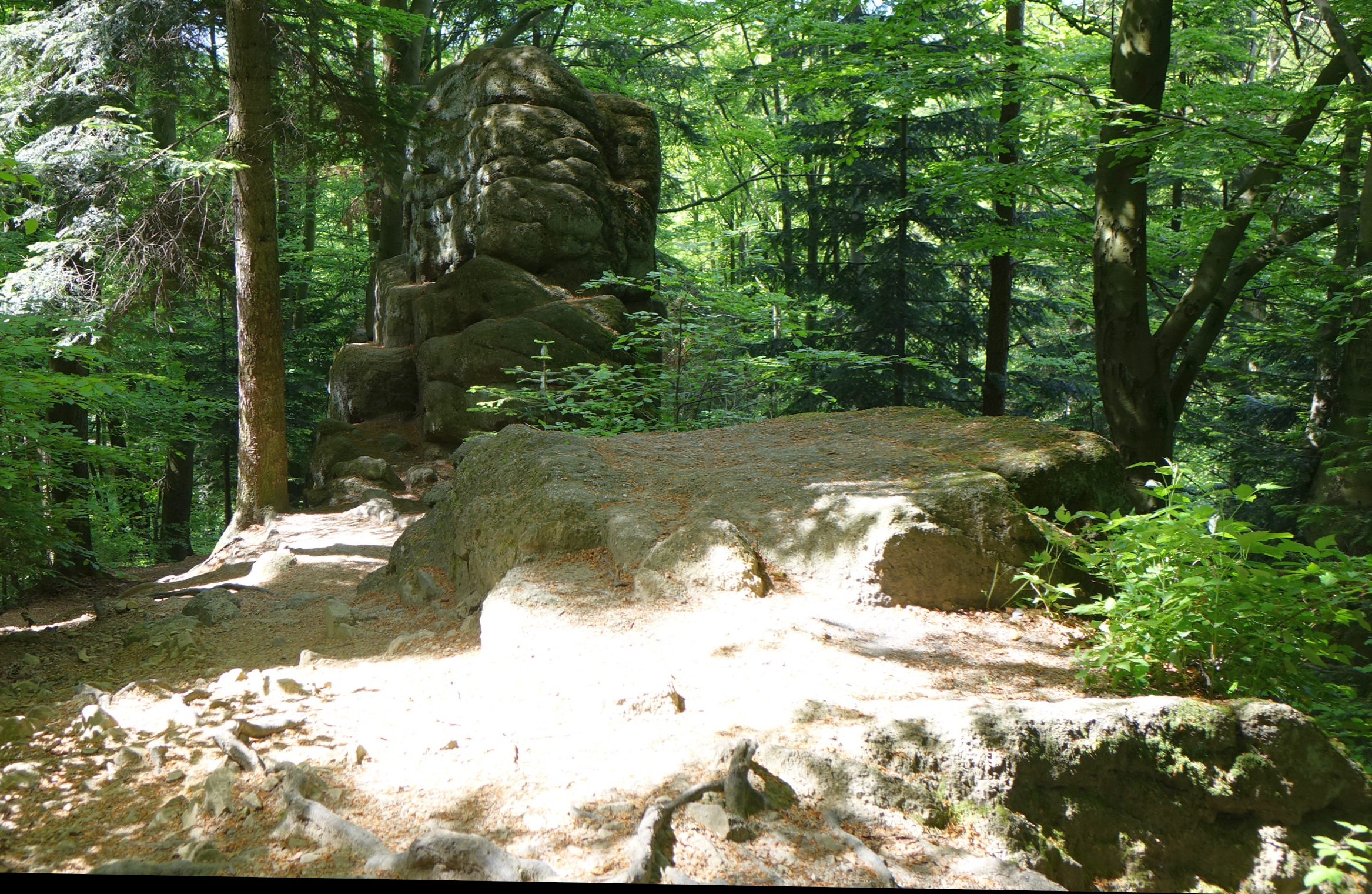
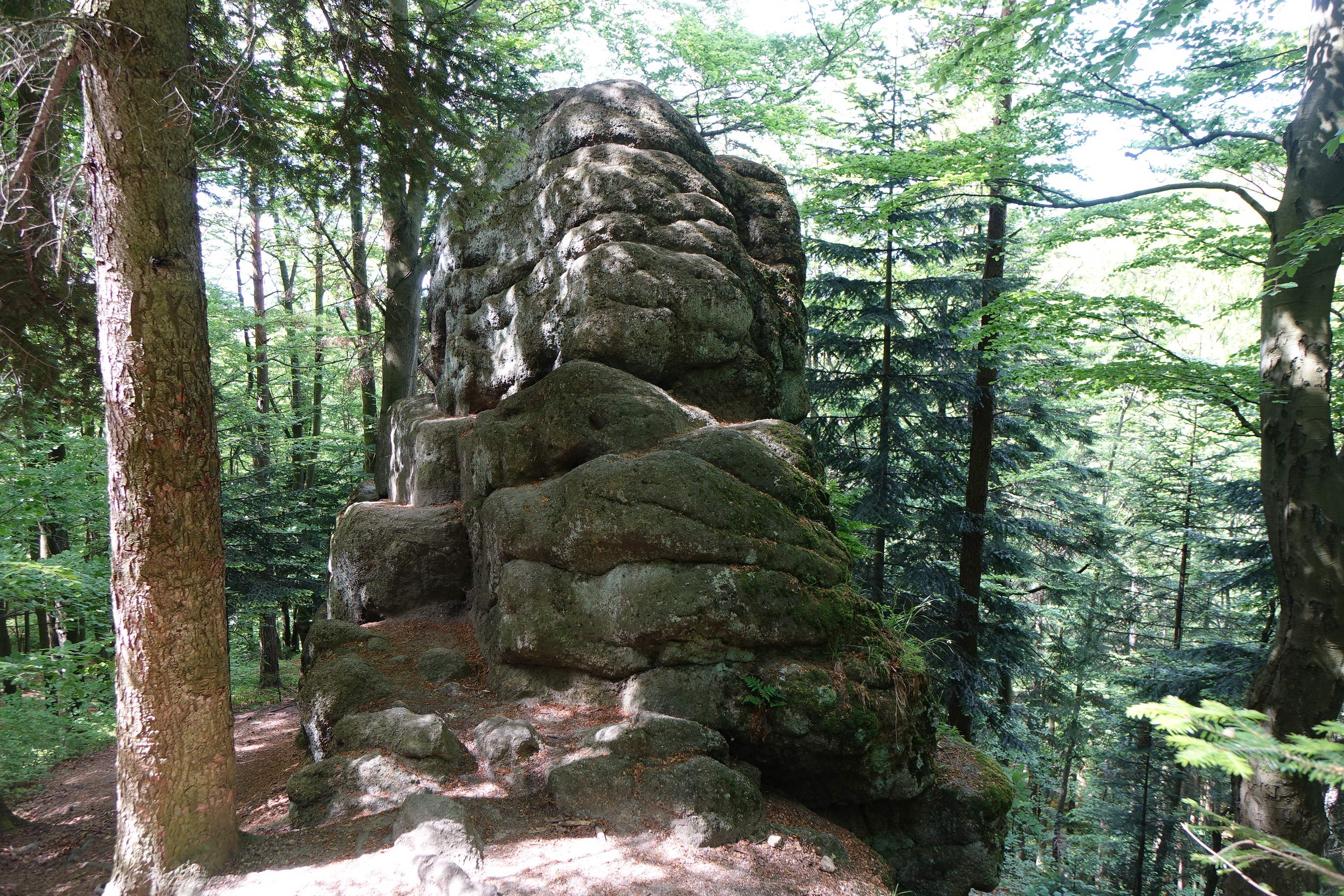
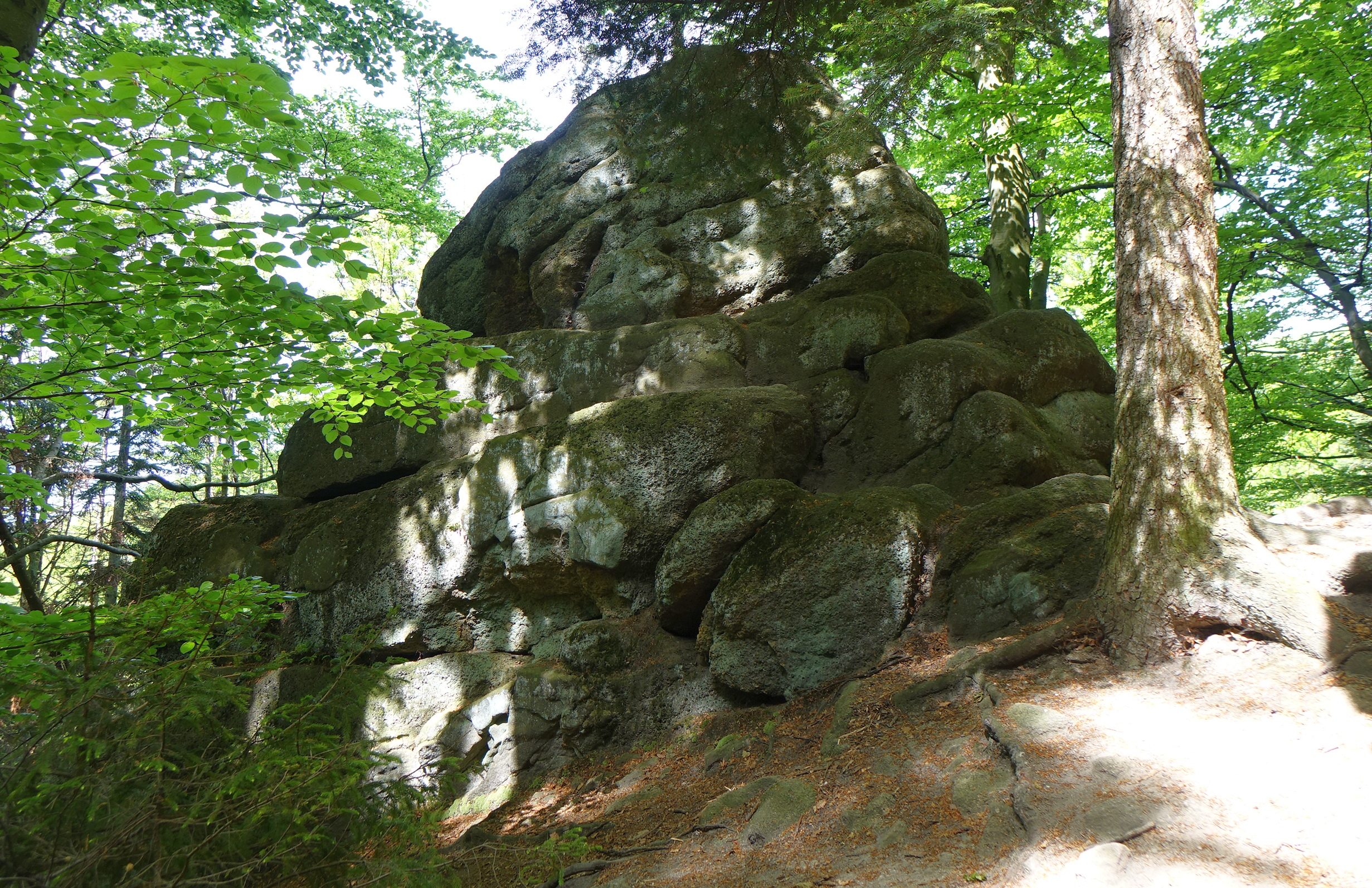
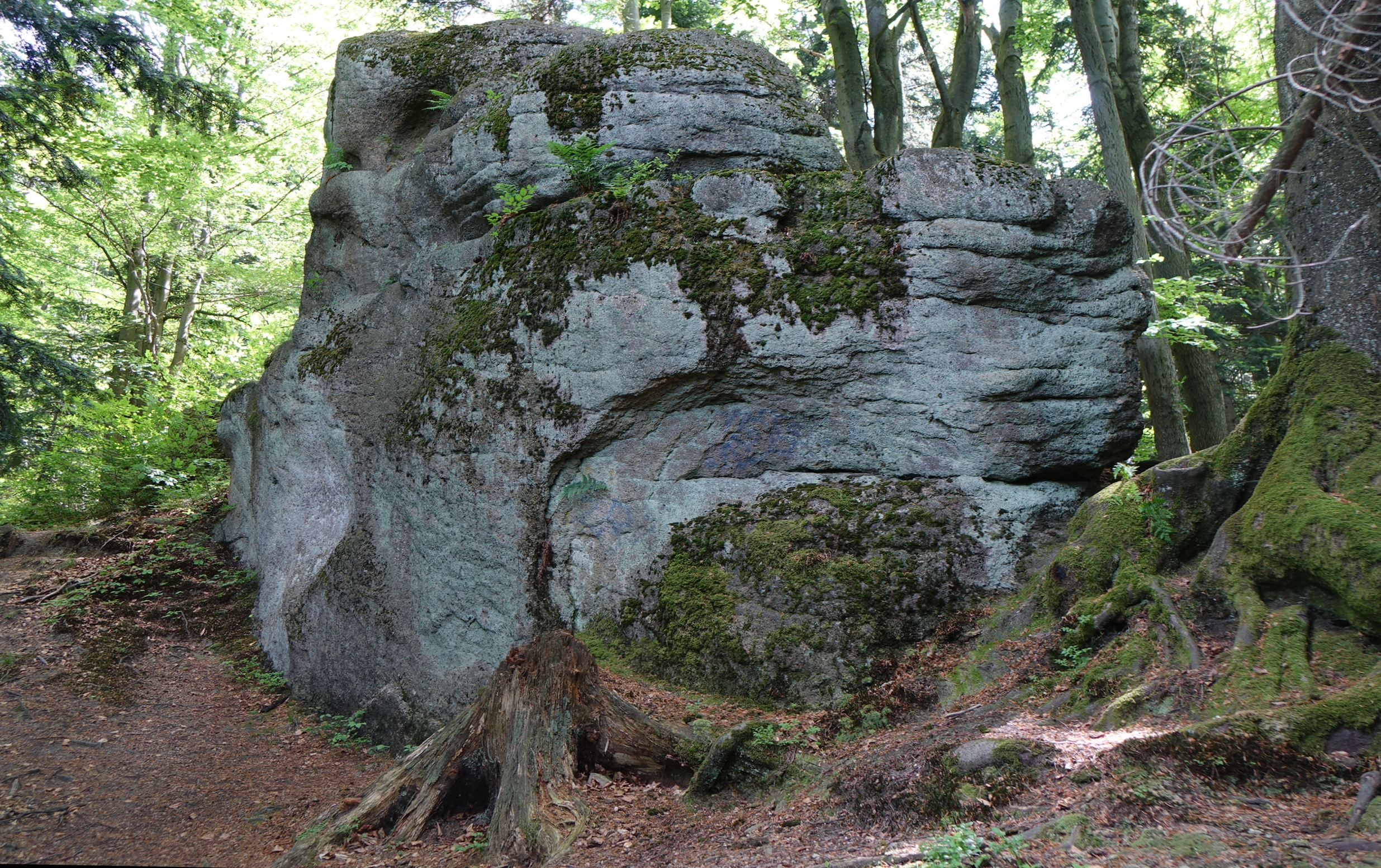
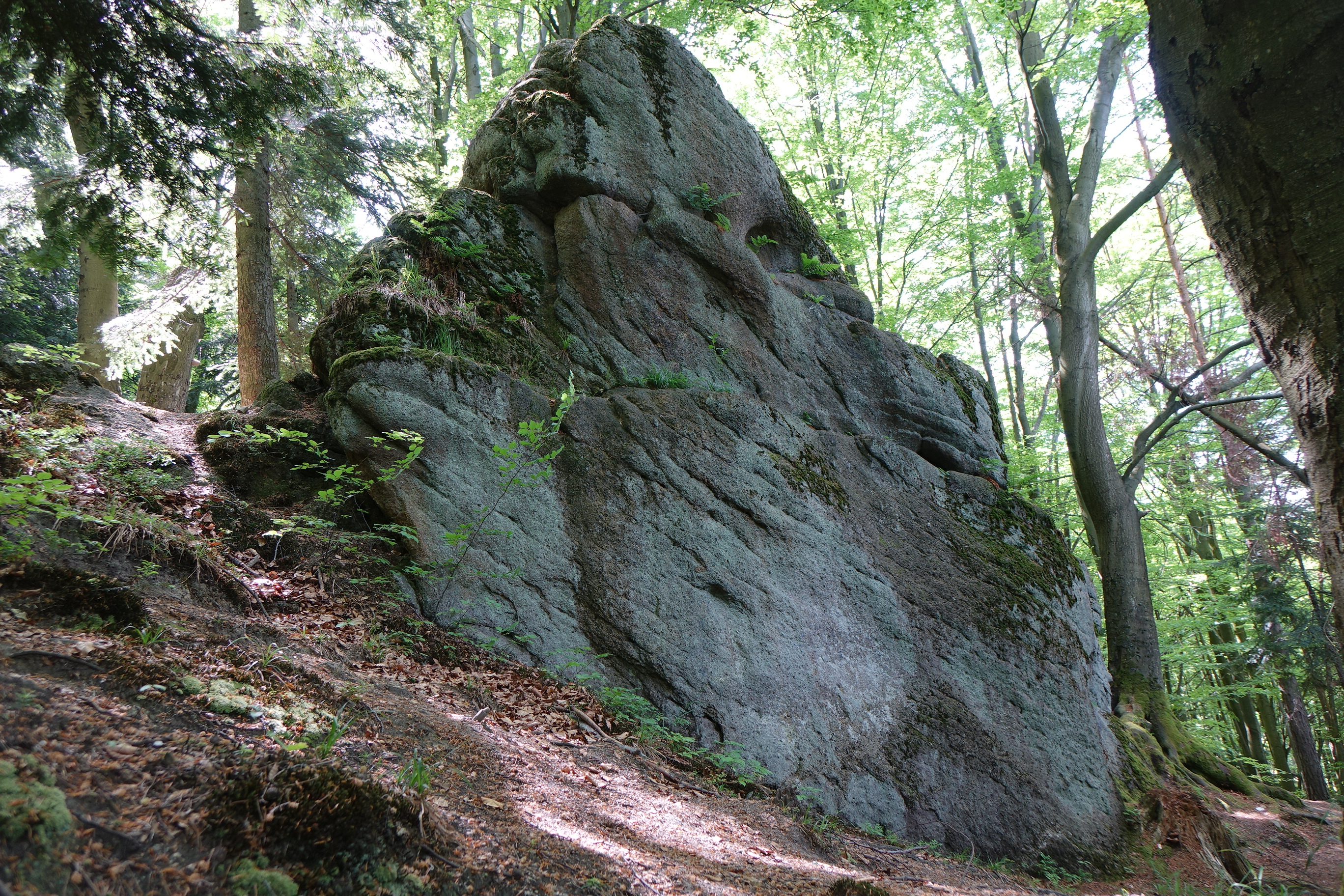

Kamień jest używany do uprawiania boulderingu. Poprowadzono na nim 4 baldery o trudności od 4 do 6A+ w skali francuskiej.
- Górny trawers; 6A
- Dolny trawers; 4
- Diabelski młyn; 6A
- Igraszki z diabłem; 6A[2].

## Szlak turystyczny
Łodygowice – polana Przysłop – Diabelski Kamień – Kuflowa – Wysokie Siodło – Rogacz – Międzybrodzie Bialskie. Czas dojścia do Diabelskiego Kamienia od początku czerwonego szlaku (stacja PKP w Łodygowicach) trwa 45 min, ale spod granicy lasu jest dużo bliżej.